# Чалапинов, Денизбек
Денизбек Чалапинов (23 ноября 1933 — 17 июня 2015, Кемин, Чуйская область) — советский и киргизский актёр. Народный артист Кыргызстана (2010).

## Биография
Окончил Ташкентский государственный театральный институт им. А. Н. Островского (1956). В 1956—1962 гг. — актер Джалал-Абадского театра, в 1962—1982 гг. — в Тянь-Шаньском (Нарынском) музыкально-драматическом театре. На сцене этого театра он сыграл около 100 ролей. Среди наиболее значимых ролей: Яго в «Отелло» и Алексей в «Оптимистической трагедии».
В 1983—2015 гг. — актер Иссык-кульского музыкально-драматического театра.

## Театральные работы
- Алексей — «Оптимистическая трагедия», Вс. Вишневский
- Яго — «Отелло», У. Шекспир
- Тейитбек-хан — «Курманбек», К. Жантошев

## Работы в кино
- 1971 — «Поклонись огню», эпизод
- 1984 — «Потомок белого барса», эпизод
- 1987 — «Дилетант»
- 1989 — «Нокдаун»,
- 2004 — «Плач матери о манкурт», старый манкурт,
- 2005 — «Дневной Дозор», эпизод,
- 2007 — «Топташ», дедушка главной героини

## Биография
http://www.kyrgyzcinema.com/index.php?option=com_content&task=view&id=1873&Itemid=4&lang=ru